# Cuscús

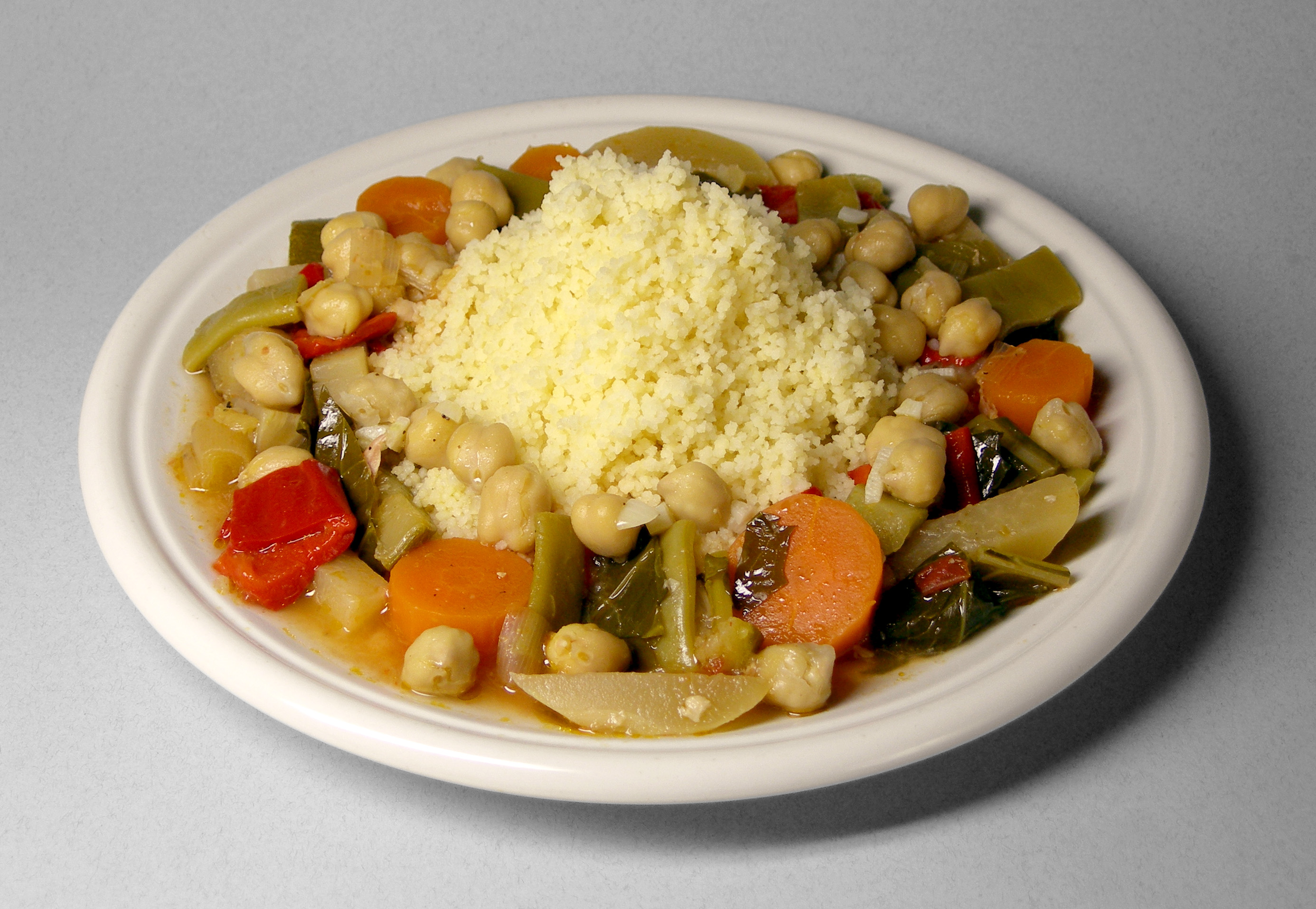
Cuscús, amb verdures i cigrons.

|  | Aquest article tracta sobre el plat. Vegeu-ne altres significats a «Cuscús (animal)». |

El cuscús (en amazic seksu, en àrab al-kuskus) és un plat d'origen amazic, preparat a partir de sèmola de blat (o a vegades altres cereals com l'arròs). El cuscús es consumeix després de remullar-lo en aigua i vaporitzar-lo o bullir-lo.

## Etimologia
El nom original es deriva del mot amazic keskes, amb què s'anomena el recipient en què es prepara el plat.
Existeixen nombrosos noms i pronunciacions del mot cuscús a diferents parts del món. És en àrab: كسكسي, pronunciat kuskusi, mentre que també és conegut al Marroc com a seksu o kesksu; a Algèria com a seksu o ṭa`ām (طعام, que literalment significa "aliment"); a Tunísia i Líbia kosksi o kuseksi, a Egipte kuskusi (كسكسي),; i Keskes en tuareg . [3]
En català, la forma més habituals per anomenar el producte culinari és "cuscús", però a Mallorca la paraula "coscossa" es fa servir per anomenar una menja tradicional nadalenca on se substitueix la pasta de sèmola per pa ratllat.
L'ortografia és cuscús en espanyol i italià; cuscuz en portuguès.
El cuscús es pronuncia / k ʊ s k ʊ s / o / k ü s k ü s / al Regne Unit i només aquest últim en els Estats Units.

## Història

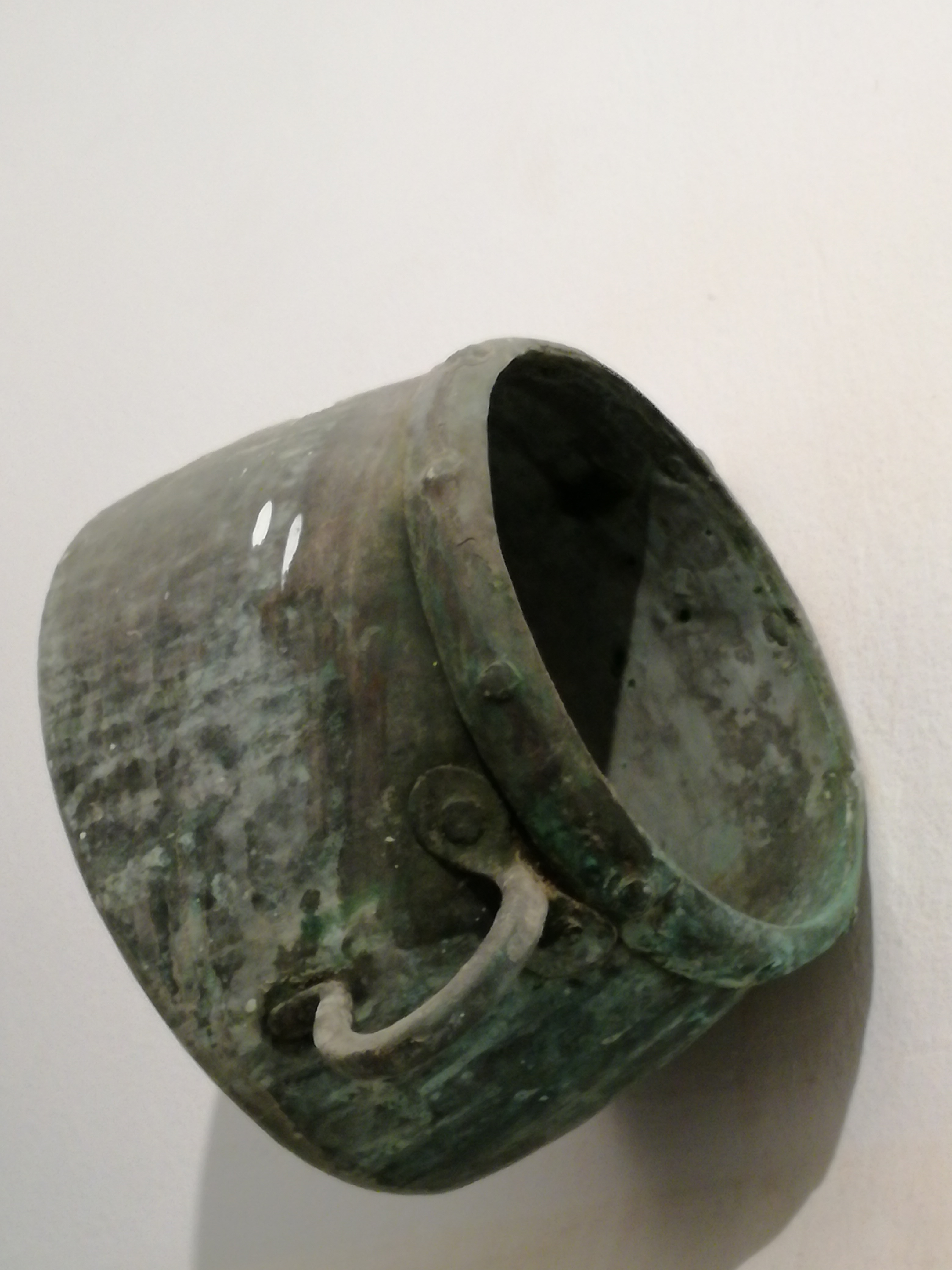
Olla de coure per cuinar cuscús, en el Museu Dar El Sghir, d'El Borma

Originari de Tamazgha, en la franja atlàntica mediterrània que comprèn el Marroc, Algèria i Tunísia, després de la colonització per parts dels francesos, s'estengué com a recepta exòtica per a tots els països de la mediterrània. A l'Àndalus fou introduït molt abans, al segle xiii.
Al Tirant lo Blanch (1464) de Joanot Martorell és mencionat com a "cuscussó" (cap. 137).

## Preparació de la pasta
La sèmola es ruixa amb aigua i van rodant-se amb les mans per formar petites boletes, enfarinant-les per mantenir-les separades, i després es tamisen. Els grànuls que són massa petits se separen per caiguda pel tamís. Posteriorment es van rodant de nou amb sèmola seca, afegint aigua per cimentar les partícules que acaben formant grànuls de major diàmetre. Aquest procés continua fins que tota la sèmola s'ha convertit en petits grànuls de cuscús. La feina és feixuga. En el mètode tradicional de preparar el cuscús, grups de dones s'hi ajuntaven per fer grans lots durant diversos dies, que s'asseca al sol i s'utilitza posteriorment durant mesos. El cuscús es fa tradicionalment a partir de la part dura del blat dur (varietat), la part del gra que es resistia a la trituració de la pedra del molí. En els temps moderns, la producció de cuscús és en gran part mecanitzada, i el producte es ven als mercats de tot el món.
Al Sahel, en estats com Mali i el Senegal, la llavor del mill es pica o es mol fins a la mida i la consistència necessària per al cuscús.

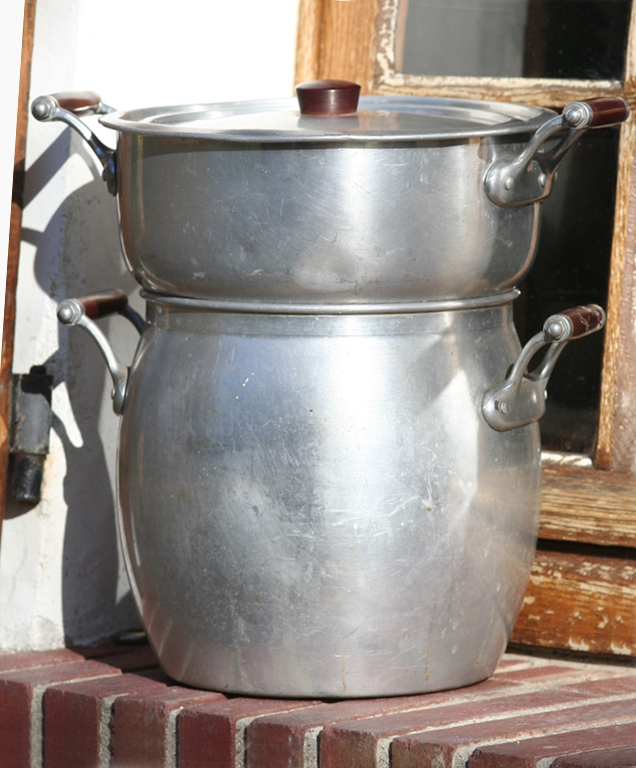
Cuscussera de llanda

El cuscús cuinat adequadament és de textura lleugera i esponjosa, no enganxós ni sorrenc. Tradicionalment, els nord-africans utilitzen una vaporera (anomenada Taseksut en amazic, كسكاس kiskas en àrab o un couscoussier en francès). La base és una olla de metall alta en la qual la carn i les verdures es cuinen com un guisat. A la part superior de l'olla base, s'encaixa l'accessori amb forats per deixar pujar el vapor. En aquest accessori es cuina el cuscús, que absorbeix els aromes de l'olla. En algunes modalitats de preparació e la part superior, a més del cuscús, s'hi deixa cuinar algun ingredient més. La tapa que cobreix les olles té forats al voltant de la seva vora perquè el vapor pugui escapar. Hi ha poca evidència arqueològica de dietes primerenques de cuscús, possiblement perquè l'original recipient probablement va ser fabricat a partir de materials orgànics que no podrien sobreviure a l'exposició perllongada als elements.

## Cuscús instantani
El cuscús que es ven a la majoria dels supermercats occidentals ha estat prèviament exposat al vapor i assecat. Es prepara típicament mitjançant l'addició de 1,5 mesures d'aigua o brou bullint per cada mesura de cuscús a continuació, es mantindrà el recipient cobert durant uns 5 minuts. El cuscús Pre-vaporitzat empra menys temps de preparar que el cuscús regular, la majoria de pasta seca o grans secs (com ara l'arròs).

## Acompanyament
Els ingredients típics depenen de la cultura gastronòmica. Els més sovintejats són la carn en petits bocins, verdures crues o cuinades, llegums i salses picants. El seu nom prové del recipient de terrissa o metall proveït de forats a la part inferior, on es cou el plat.

## Variacions locals
A Tunísia, Algèria, el Marroc i Líbia, el cuscús se serveix generalment amb verdures (pastanagues, patates, naps, etc.) cuinats en un picant o suau brou o estofat, i una mica de carn (generalment, pollastre, vedella o xai).

### Algèria
A l'Algèria, amb cigrons, faves, hortalisses i carn quan és possible. El mesfuf és un cuscús preparat amb faves fresques i panses; es reserva per als menjars de l'alba al mes del Ramadà, es menja bevent sèrum de llet (eben) o amb llet quallada (raib).

### Marroc
Al Marroc, finalment, sol anar acompanyat de be o de pollastre i, generalment, se serveix amb dos brous: un per a la sèmola i l'altre amb pebrina roja per a donar-li sabor. Els nombrosos ingredients: naps, panses, cigrons, cebes entre altres són sotmesos a una cocció molt prolongada, quasi confitat. Una altra variació és el cuscús amb sucre i canyella.
Amb tot, qualsevol que sigui la manera de cuinar-lo, es basa en dos punts: la qualitat del blat (normalment s'usa blat dur), i l'art de pastar-lo amb la mà i coure'l. A més, el sabor de la carn es deu en gran part als llegums, les espècies reunides al brou i les salses que s'hi afegeixen, com és l'harissa.
A Algèria i el Marroc també se serveix, de vegades al final d'un àpat o simplement per si mateix, com una menja anomenada "seffa". El cuscús és en general sotmès al vapor diverses vegades fins que estigui molt suau i esponjós i de color pàl·lid. A continuació, es ruixa amb ametlles, canyella i sucre. Tradicionalment, aquestes postres se serveixen amb llet perfumada amb aigua de tarongina, o pot ser servit pla amb el sèrum de mantega en un recipient com una sopa lleugera freda per al sopar.

### Tunísia

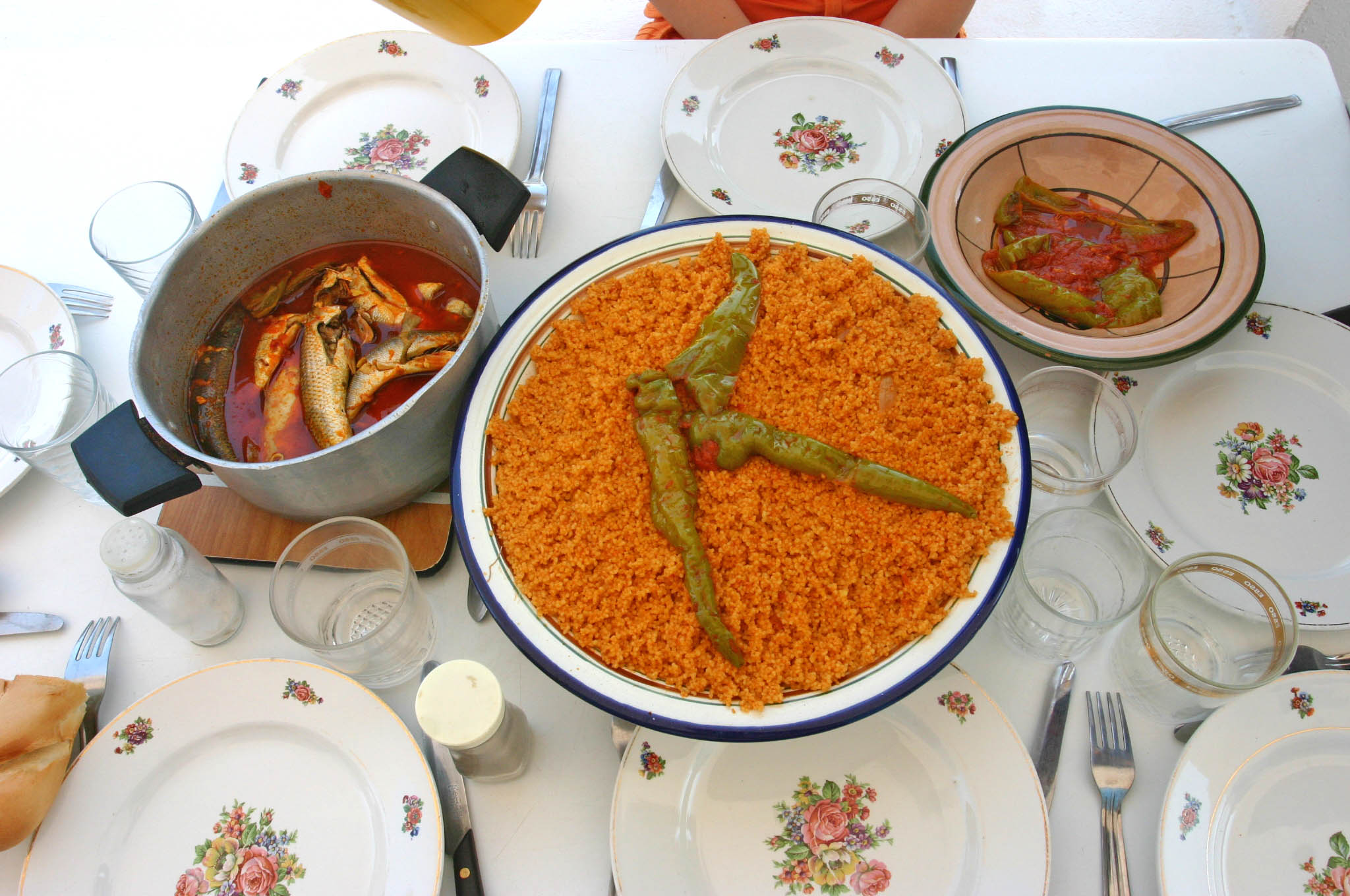
Cuscús de peix típic de les Illes Kerkennah (Tunísia) en 2007.

En Tunísia, s'adoba sobretot amb salsa picant harissa i se serveix amb gairebé tot, incloent xai, peix, marisc, carn de vedella, conill i algunes vegades en les regions del sud, camell. El cuscús de peix és una especialitat de Tunísia (llobarro, besuc o mero) i també es pot fer amb polp, calamar o d'altre peix i marisc en salsa picant.
El cuscús a Tunísia se serveix en totes les ocasions; També se serveix en algunes regions (sobretot durant el Ramadà), endolcit com unes postres anomenat masfouf.

### Líbia
A Líbia és escudellat amb carn, sobretot xai, però també de camell, i molt poques vegades la carn de boví, a Trípoli i la part occidental de Líbia, però no durant les cerimònies oficials o casaments. Una altra manera de menjar cuscús és com a postres; es prepara amb dates, de sèsam i mel pura, i localment es refereix com "maghrood".
Al Sàhara, se serveix sense llegums ni brou.

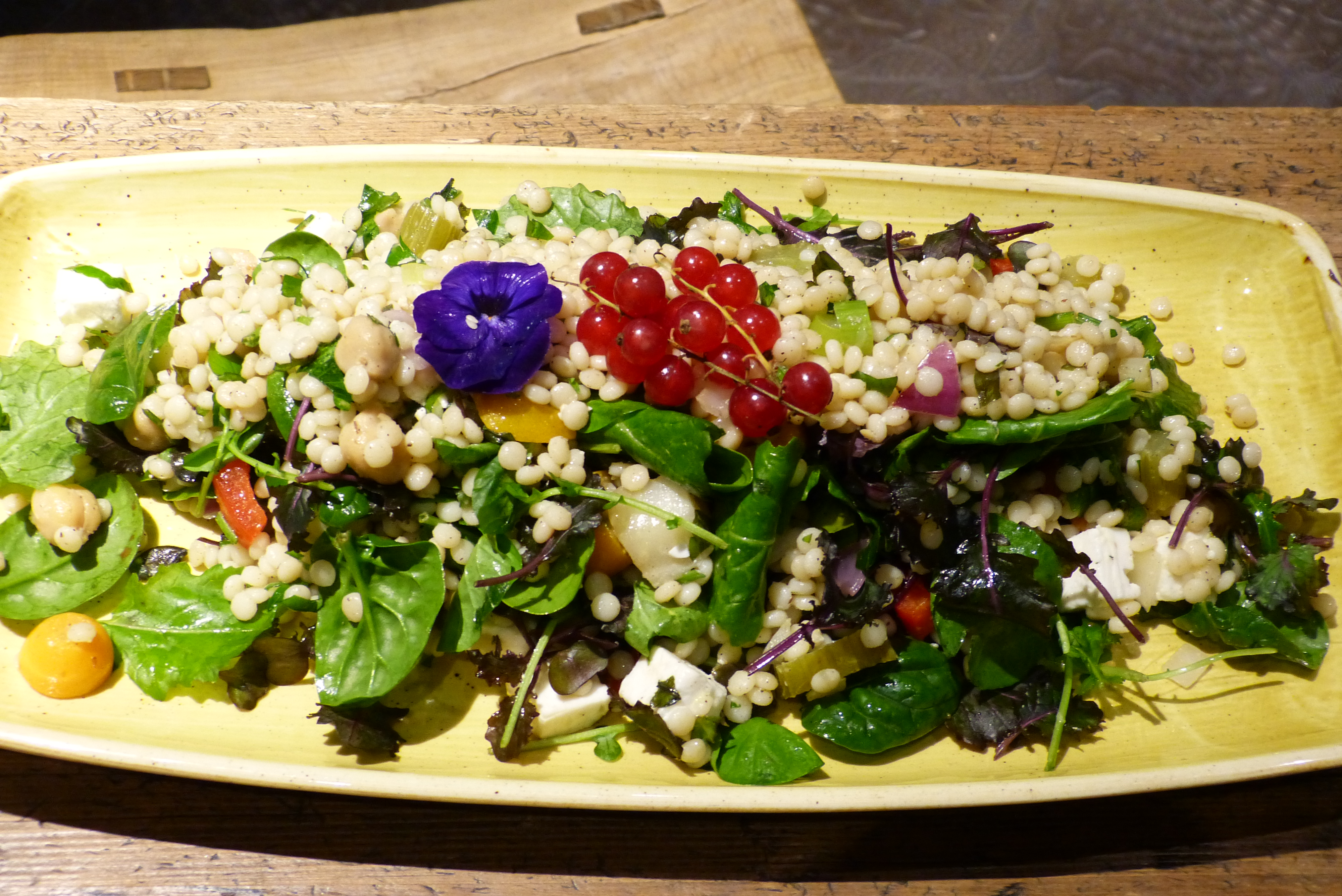
Amanida amb ptitim o cuscús israelià

### Israel
Els israelians solen servir-lo a vegades i dies festius. Va ser portat pels immigrants magribins de Tunísia, Algèria, el Marroc i Líbia a Israel.

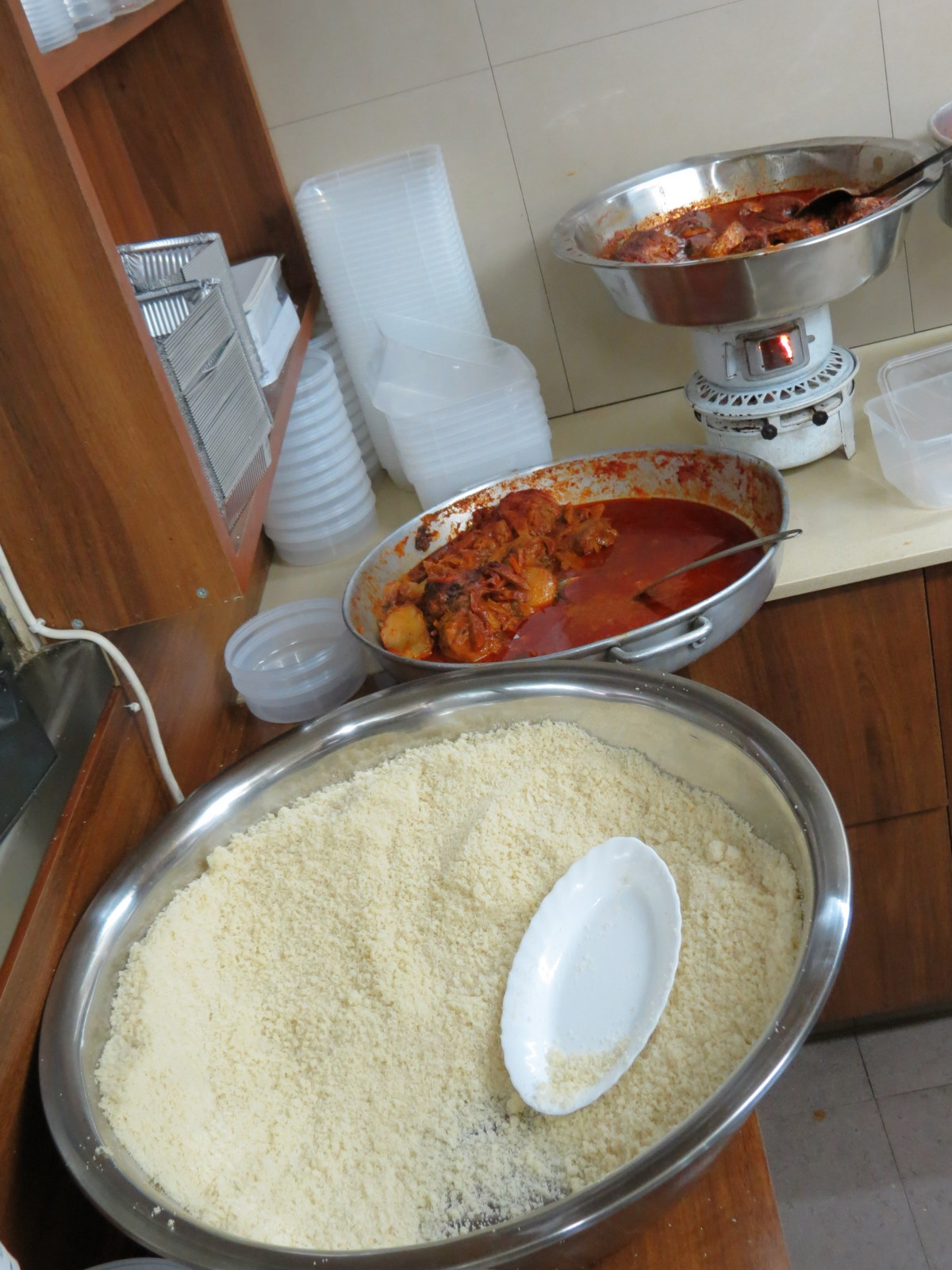
El cuscús jueu nord-africà s'ha fet a mà en una casa de Netanya, Israel, per al Shabbat.

En Israel hi ha un plat similar al maftoul (a la vista, no pas pel gust) anomenada ptitim, que té moltes variacions i pot aparèixer com un mini triangles, o l'aspecte d'arròs (el tipus original, de vegades anomenat 'Ben Gurion d'arròs') i molts altres variacions. La més famosa variació de ptitim sembla cuscús i com els nord-americans van començar a anomenar-lo "cuscús israelià", la companyia Osem va començar a exportar-lo fora d'Israel sota aquest nom. El Ptitim no és el mateix que mograbia (també maftoul), tot i que els dos poden ser utilitzats de manera similar. Mograbia és un cuscús recobert; ptitim és una pasta extruïda. La paraula "maftoul" s'utilitza de vegades incorrectament als Estats Units per referir-se a cuscús israelià.

### Territoris Palestins

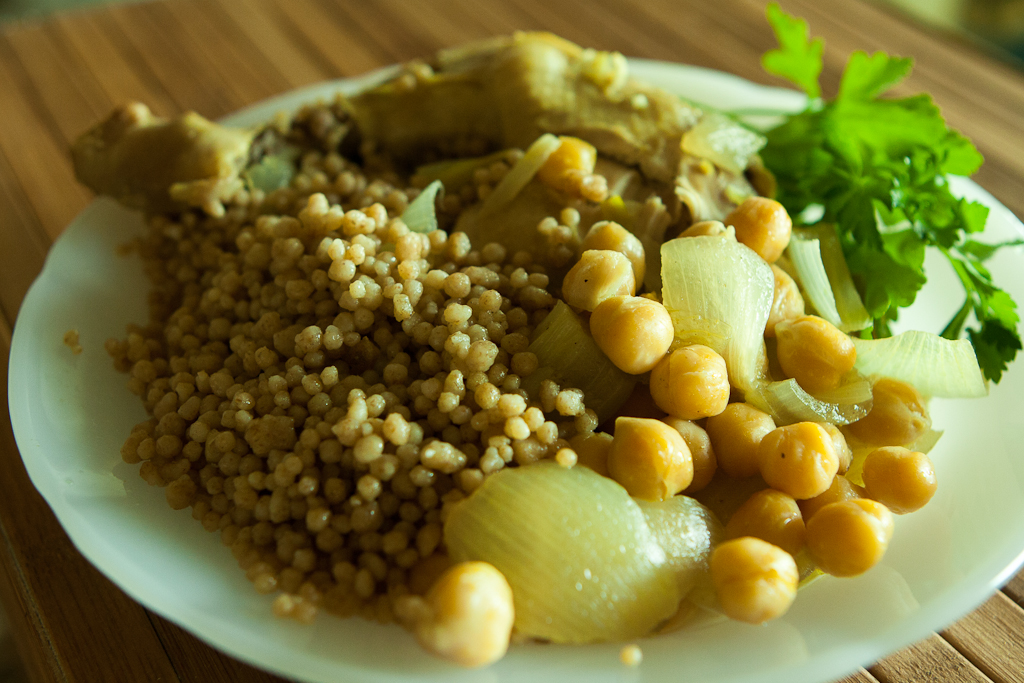
Cuscús palestí també conegut com a maftoul amb pollastre, ceba i cigrons.

A la comunitat palestina, no es consumeix cuscús d'estil nord-africà. Els palestins, en canvi, van preparar un plat anomenat maftoul, que també es consumeix al Líban, Síria i Jordània i es diu mograhbieh. Es pot considerar que el maftoul és un tipus especial de cuscús, elaborat amb diferents ingredients i una forma diferent. És molt més gran que el cuscús nord-africà i és de mida similar al cuscús israelià, però té una preparació diferent. La preparació del maffoul és similar al vapor com el cuscús nord-africà i se serveix sovint en un brou de pollastre amb cigrons i trossos tendres de pollastre tret de l'os. Maftoul és una paraula àrab derivada de l'arrel "fa-ta-la", que vol dir rodar o torçar, que descriu exactament el mètode que s'utilitza per fabricar maftoul a mà de farina de blat bulgur. El Matfoul també es pot emprar per l'Amanida de tabbouleh d'esmorzar. També es pot cuinar en un altre líquid, com el suc de poma, i servir amb fruita seca i mel.

### Egipte
A Egipte, el cuscús es menja més com unes postres. Es prepara amb mantega, sucre, canyella, panses i nous i cobert amb crema.

### Sicília
A Sicília és molt típic el cuscús de peix, que és exactament igual que la típica sopa de peix catalana i que la bullabessa occitana, però se serveix el caldo, el peix i marisc (opcional) i el cuscús. El plat prové de la influència dels països del sud de la mediterrània, que són molt propers a l'illa. Anualment s'hi fa un concurs internacional de plats de cuscús al poble San Vito Lo Capo.

### Europa
El cuscús és també molt popular a França, on ara es considera un plat tradicional, i també s'ha popularitzat a Espanya, Portugal, Itàlia i Grècia. El Cuscús se serveix en molts restaurants magribins a tot el món. A França, Espanya, Itàlia, i Portugal, la paraula "cuscús" en general es refereix al cuscús juntament amb el guisat. Conjunts d'envasos amb una caixa de cuscús ràpid i una llauna de verdures i carn, es venen en botigues de queviures i supermercats de França, Itàlia i Espanya. A França, en general es serveix amb harissa, un estil heretat de la cuina de Tunísia .

### Commonwealth
A Amèrica del Nord, Austràlia, Nova Zelanda, i el Regne Unit, el cuscús està disponible amb més freqüència, ja sigui natural o pre-cuinat en caixes de ràpida preparació. Als Estats Units, és àmpliament disponible, que es troba normalment en la secció ètnica o d'aliments saludables de botigues de queviures més grans.

### Amèrica Llatina
Hi ha receptes relacionades en Amèrica Llatina, on una barreja de farina de blat de moro es bull i es modela en un timbal amb altres ingredients. Entre ells, cuscuz (pronunciació portuguesa: [kuskus]), una recepta molt popular en general associada amb el nord-est del Brasil i la seva diàspora, un pastís al vapor de la farina de blat de moro servit amb sucre i llet, variades carns, formatge i ous o altres ingredients.
Amb tot, qualsevol que sigui la manera de cuinar el cuscús, es basa en dos punts: la qualitat del blat (normalment s'usa blat dur), i l'art de pastar-lo amb la mà i coure'l. A més, el sabor de la carn es deu en gran part als llegums, les espècies reunides al brou i les salses que s'hi afegeixen, com és l'harissa.

## Nutrició
| Mida de la porció 1 tassa (173 g) |                              |                              |                          |
| Informació de porcions per contenidor és per cuscús cuinat segons com que determina el Laboratori de Dades de Nutrients, ARS, USDA.                                        |                              |                              |                          |
| |                              |                              |                          |
| Quantitat per dosi |                              |                              |                          |
| calories 176 | calories 176                 | Les calories del greix 2     | Les calories del greix 2 |
| |                              |                              |                          |
| % Valor diari * |                              |                              |                          |
| El total de greix de 0,25 g | El total de greix de 0,25 g  | El total de greix de 0,25 g  | 0%                       |
| Els greixos saturats 0,05 g | Els greixos saturats 0,05 g  | Els greixos saturats 0,05 g  | 0%                       |
| Trans del greix 0 g |                              |                              |                          |
| Colesterol 0 mg | Colesterol 0 mg              | Colesterol 0 mg              | 0%                       |
| De sodi 8 mg | De sodi 8 mg                 | De sodi 8 mg                 | 0%                       |
| Potassi 91 mg | Potassi 91 mg                | Potassi 91 mg                | 3%                       |
| Els carbohidrats totals 36 g | Els carbohidrats totals 36 g | Els carbohidrats totals 36 g | 12%                      |
| La fibra dietètica 2 g | La fibra dietètica 2 g       | La fibra dietètica 2 g       | 1%                       |
| Sucres 0 g |                              |                              |                          |
| Proteïna 6 g |                              |                              |                          |
| |                              |                              |                          |
| La vitamina A | 0%                           | La vitamina C                | 0%                       |
| calci | 1%                           | Ferro                        | 2%                       |
| |                              |                              |                          |
| * Percentatge de valors diaris estan basats en una dieta de 2.000 calories. Els seus valors diaris poden ser majors o menors depenent de les seves necessitats calòriques. |                              |                              |                          |

El Cuscús té 3,6 g de proteïna per cada 100 grams. D'altra banda, conté una proporció de greix a un 1% de calories. [18]

## Productes similars
- Attiéké és una varietat de cuscús que és un aliment bàsic a la Costa d'Ivori i també se sap que envolta les regions d'Àfrica occidental, elaborats a partir de ratllat de iuca.
- Wassa wassa és una altra varietat de cuscús fet al nord de Togo feta de nyam.
- Berkoukesh són bales de pasta fetes pel mateix procés, però són més grans que els grans de cuscús.
- Kouskousaki (Κουσκουσάκι en grec o kuskus en turc), una pasta de Grècia i Turquia, que es bull i es serveix amb formatge i nous.
- A la cuina brasilera, la "cuscuz marroquino" és una versió, en general menjada en fred, del "cuscús". El Cuscuz brasiler està generalment fet de farina de blat de moro, en lloc de sèmola de blat. Un altre cuscús de caràcter festiu, que conté pollastre, verdures, espècies, cuit al vapor en un motlle i decorat amb rodanxes de taronja es diu " Cuscuz de Galinha ".
- En la cuina libanesa, cuina jordana i la cuina palestina, un producte similar però més gros que es coneix com a maftoul o moghrabieh .
- " Cuscús israelià (en hebreu פתיתים 'escates'), també anomenat ptitim, és un producte de blat més gros, al forn similar a la italiana orzo. [19]